# Everglow (single)
"Everglow" is een nummer van de Engelse rockband Coldplay. Het kwam uit op 27 november 2015 en stond op het album A Head Full of Dreams. Het was een Top 40 alarmschijfnummer.

## Hitnoteringen

### Nederlandse Top 40
| Hitnotering: 19-12-2015 t/m 13-02-2016 | Hitnotering: 19-12-2015 t/m 13-02-2016 | Hitnotering: 19-12-2015 t/m 13-02-2016 | Hitnotering: 19-12-2015 t/m 13-02-2016 | Hitnotering: 19-12-2015 t/m 13-02-2016 | Hitnotering: 19-12-2015 t/m 13-02-2016 | Hitnotering: 19-12-2015 t/m 13-02-2016 | Hitnotering: 19-12-2015 t/m 13-02-2016 | Hitnotering: 19-12-2015 t/m 13-02-2016 | Hitnotering: 19-12-2015 t/m 13-02-2016 | Hitnotering: 19-12-2015 t/m 13-02-2016 |
| Week:                                  | 1                                      | 2                                      | 3                                      | 4                                      | 5                                      | 6                                      | 7                                      | 8                                      | 9                                      |                                        |
| -------------------------------------- | -------------------------------------- | -------------------------------------- | -------------------------------------- | -------------------------------------- | -------------------------------------- | -------------------------------------- | -------------------------------------- | -------------------------------------- | -------------------------------------- | -------------------------------------- |
| Positie:                               | 37                                     | 26                                     | 21                                     | 18                                     | 16                                     | 20                                     | 24                                     | 27                                     | 33                                     | uit                                    |

### NederlandseSingle Top 100
| Hitnotering: 05-12-2015 t/m 02-04-2016 | Hitnotering: 05-12-2015 t/m 02-04-2016 | Hitnotering: 05-12-2015 t/m 02-04-2016 | Hitnotering: 05-12-2015 t/m 02-04-2016 | Hitnotering: 05-12-2015 t/m 02-04-2016 | Hitnotering: 05-12-2015 t/m 02-04-2016 | Hitnotering: 05-12-2015 t/m 02-04-2016 | Hitnotering: 05-12-2015 t/m 02-04-2016 | Hitnotering: 05-12-2015 t/m 02-04-2016 | Hitnotering: 05-12-2015 t/m 02-04-2016 | Hitnotering: 05-12-2015 t/m 02-04-2016 | Hitnotering: 05-12-2015 t/m 02-04-2016 | Hitnotering: 05-12-2015 t/m 02-04-2016 | Hitnotering: 05-12-2015 t/m 02-04-2016 | Hitnotering: 05-12-2015 t/m 02-04-2016 | Hitnotering: 05-12-2015 t/m 02-04-2016 | Hitnotering: 05-12-2015 t/m 02-04-2016 | Hitnotering: 05-12-2015 t/m 02-04-2016 | Hitnotering: 05-12-2015 t/m 02-04-2016 | Hitnotering: 05-12-2015 t/m 02-04-2016 |
| Week:                                  | 1                                      | 2                                      | 3                                      | 4                                      | 5                                      | 6                                      | 7                                      | 8                                      | 9                                      | 10                                     | 11                                     | 12                                     | 13                                     | 14                                     | 15                                     | 16                                     | 17                                     | 18                                     |                                        |
| -------------------------------------- | -------------------------------------- | -------------------------------------- | -------------------------------------- | -------------------------------------- | -------------------------------------- | -------------------------------------- | -------------------------------------- | -------------------------------------- | -------------------------------------- | -------------------------------------- | -------------------------------------- | -------------------------------------- | -------------------------------------- | -------------------------------------- | -------------------------------------- | -------------------------------------- | -------------------------------------- | -------------------------------------- | -------------------------------------- |
| Positie:                               | 54                                     | 55                                     | 25                                     | 33                                     | 46                                     | 25                                     | 30                                     | 31                                     | 30                                     | 34                                     | 34                                     | 53                                     | 61                                     | 68                                     | 85                                     | 98                                     | 97                                     | 96                                     | uit                                    |

### NPO Radio 2 Top 2000
| Nummer met noteringen in de NPO Radio 2 Top 2000 | '16 | '17 | '18 | '19 | '20 | '21 | '22 | '23 | '24 |
| ------------------------------------------------ | --- | --- | --- | --- | --- | --- | --- | --- | --- |
| Everglow                                         | 853 | 782 | 725 | 745 | 778 | 917 | 825 | 744 | 861 |

1. ↑  Een vetgedrukt getal geeft de hoogste notering aan.
2. ↑  2016 was het eerste jaar met een notering voor dit nummer.